# Chaetodontoplus conspicillatus
Chaetodontoplus conspicillatus е вид бодлоперка от семейство Pomacanthidae. Видът не е застрашен от изчезване.

## Разпространение и местообитание
Разпространен е в Австралия (Лорд Хау), Нова Каледония и Остров Норфолк.
Обитава крайбрежията на морета, заливи, лагуни и рифове. Среща се на дълбочина от 1 до 100 m, при температура на водата около 20,8 °C и соленост 35,6 ‰.

## Описание
На дължина достигат до 10 cm.
Популацията на вида е стабилна.